# Иссурин, Александр Иосифович
Алекса́ндр Ио́сифович Иссу́рин (10 августа 1916, Витебск — 13 апреля 2013) — советский и российский спортивный организатор, журналист и судья по лёгкой атлетике.
Заслуженный работник физической культуры Российской Федерации (1992), заслуженный тренер РСФСР (1978), судья всесоюзной категории по лёгкой атлетике (1949), почётный судья по спорту (1973).

## Биография
Родился в Витебске, в 1930-х годах переехал в Ленинград. Работал начальником спортивной площадки в Выборгском районе, был первым председателем ЛОС ДСО «Учитель» (1936—1939).
В Красной Армии — с 1939 года; прослужил более 20 лет. Окончил педагогический техникум и Военный институт физической культуры. Основатель и первый начальник (1953—1962) Спортивного клуба армии Ленинграда. Подполковник.
В 1940 году был назначен начальником отдела физической подготовки Ленинградского фронтового Дома Красной Армии; во время Великой Отечественной войны оставался в блокадном Ленинграде. Был одним из организаторов подготовки бойцов известными спортсменами. Инициатор проведения спортивных соревнований в блокадном городе.
Выйдя в отставку, в течение 16 лет был заместителем председателя и заведующим отделом спорткомитета Ленинграда (1962—1980), затем — заведующий сектором ЛГС «Спартак» (1980—1987) и ФСО профсоюзов «Россия» (1987—2003). 34 года возглавлял Ленинградскую федерацию лёгкой атлетики и был членом президиума Всесоюзной федерации лёгкой атлетики.
Судья международной категории по спортивной ходьбе. Работал на пяти Олимпийских играх (1956, 1964, 1968, 1976, 1980), где был судьёй соревнований по спортивной ходьбе, секретарём советской спортивной делегации и руководителем группы специалистов.

## Книги
- Авлас Б. И., Иссурин А. И., Орлов А. Г. Ленинградцы-олимпийцы. — Л.: «Лениздат», 1973. — 214 с. — 10 000 экз.
- Иссурин А. И., Эстерлис М. И. Под олимпийским стягом. — Л.: «Лениздат», 1980. — 271 с. — 25 000 экз.
- Иссурин А. И., Эстерлис М. И. На олимпийских аренах. — Л.: «Лениздат», 1989. — 269 с. — ISBN 5-289-00376-2. — 5000 экз.
- Соавтор серии справочников «Ленинград спортивный» (1965, 1976, 1986):
  - Ленинград спортивный / Авторы-составители Иссурин А. И., Киселёв Н. Я.. — Л.: «Лениздат», 1986. — 240 с. — 25 000 экз.
- Автор брошюр для лекторов общества «Знание»:
  - Ленинградцы на Олимпийских играх [Игры XXII Олимпиады]. — 1981;
  - Ленинградцы на Белых Олимпиадах. — 1989

## Награды
Награды СССР
- 2 ордена Красной Звезды (6 апреля 1944[6], …)

Ст. лейтенант Иссурин А. И. сумел развернуть широкую помощь частям в деле физической подготовки войск. По его инициативе и при постоянном личном участии в частях широко развернулись и вошли в быт различные кроссы и соревнования, способствующие выработке ловкого, выносливого бойца.
В период угрозы штурма города тов. Иссурин организовал в частях сеть школ по подготовке инструкторов гранатомётчиков, истребителей немецких танков. Много помогает частям в методике обучения штыковому бою, подготовке лыжников.
— Из наградного листа
- Медаль «За боевые заслуги»
- Медаль «За оборону Ленинграда»
- Медаль «За победу над Германией в Великой Отечественной войне 1941—1945 гг.»

Награды России
- Орден Дружбы (6 февраля 2001)[7]

## Семья
Жена — Евдокия Николаевна.
Старший брат — Зиновий Иосифович (1905—1994) — тренер, подготовивший призёра Олимпийских игр и несколько чемпионов СССР по лёгкой атлетике.
Племянник — Владимир Борисович — учёный, доктор педагоческих наук, профессор.